# Charlotte Sartre
Charlotte Sartre (Yuba City, California; 6 de diciembre de 1994) es una actriz pornográfica, directora y modelo erótica estadounidense.

## Biografía
Nació y se crio en Yuba City, al norte de California. Comenzó a interesarse en la pornografía después de descubrir a la actriz Sasha Grey. A los 20 años comenzó como camgirl, negocio en el que estuvo hasta agosto de 2015, cuando debutó como actriz pornográfica a los 21 años. La mayoría de sus escenas ha sido de temática bondage, sadomasoquismo y fetichismo, grabándolas para Burning Angel o Kink.com.
Su nombre artístico procede del filósofo existencialista francés Jean-Paul Sartre, escritor por el que sentía gran aprecio que le llevó incluso a tatuarse en el pecho el nombre de su obra La náusea.
Como actriz ha trabajado para productoras como Many Vids, Evil Angel, Spizoo, Girlsway, Severe Sex, Tushy, Zero Tolerance, Filly Films, Diabolic Video, Burning Angel, Le Wood Productions o Kelly Madison Productions, entre otras.
En 2018 recibió sus primeras nominaciones en el circuito de premios de la industria pornográfica. En los Premios AVN fue nominada en la categoría de Mejor escena de sexo en producción extranjera por la película Rocco: Sex Analyst. En los Premios XBIZ estuvo nominada a la Mejor escena de sexo en película lésbica por Ms. Grey 2: Darker.
En 2019 se llevó su primer Premio AVN en la categoría de Mejor escena escandalosa de sexo por The Puppet Inside Me, junto a Margot Downonme y Tommy Pistol.
Ha aparecido en más de 690 películas como actriz.
Otras películas suyas son Anal Acrobats 10, Caged, Dark Perversions 4, Gape Tryouts 2, Kink School Tips From A Master, Lesbian Anal Virgins, My Dirty Family 3, Rocco's Psycho Teens 11, Slutty Stepsisters, Strap-On Anal o Tight Anal Sluts 3.

## Vida personal
Fuera de las cámaras, Sartre suele ver baloncesto y béisbol y fuma marihuana. Le gusta escuchar música de Whitney Houston, David Bowie o Three 6 Mafia. También posee 9 tarántulas y disfruta de la taxidermia como hobby.
En 2019, se casó con el actor y director pornográfico Lance Hart (posteriormente inició su transición como mujer a Lucy Hart), que terminó en divorcio en algún momento de 2021. Vive en Las Vegas.

## Premios y nominaciones
| Año  | Ceremonia    | Resultado | Premio                                        | Trabajo                                               |
| ---- | ------------ | --------- | --------------------------------------------- | ----------------------------------------------------- |
| 2017 | Premios AVN  | Nominada  | Premio fan: Debutante más rompedora           | —                                                     |
| 2018 | Premios AVN  | Nominada  | Mejor escena de sexo en producción extranjera | Rocco: Sex Analyst                                    |
| 2018 | Premios XBIZ | Nominada  | Mejor escena de sexo en película lésbica      | Ms. Grey 2: Darker                                    |
| 2019 | Premios AVN  | Ganadora  | Mejor escena escandalosa de sexo              | The Puppet Inside Me                                  |
| 2019 | Premios AVN  | Nominada  | Premio fan: Culo más épico                    | —                                                     |
| 2020 | Premios AVN  | Nominada  | Mejor escena escandalosa de sexo              | Ungrateful Goth Teen Fucked Into Line by Step-Parents |
| 2021 | Premios AVN  | Nominada  | Mejor escena de trío M-H-M                    | A Burlesque Story                                     |
| 2021 | Premios XBIZ | Nominada  | Mejor escena de sexo en realidad virtual      | Crushing Convictions                                  |
| 2023 | Premios AVN  | Nominada  | Mejor escena de sexo en grupo                 | Going Up                                              |
| 2023 | Premios AVN  | Nominada  | Mejor escena de sexo lésbico en grupo         | Going Up                                              |